# Distretto di Oqoltin
Il distretto di Oqoltin è uno degli 8 distretti della Regione di Sirdaryo, in Uzbekistan. Il capoluogo è Sarboda.